# مجلة تمريض الطوارئ
مجلة تمريض الطوارئ هي المجلة الرسمية التي استعرضها النظراء لجمعية ممرضي الطوارئ، والتي تغطي تمريض الطوارئ. تم نشرها نيابة عن الجمعية من قبل إلزيفير وتأسست في عام 1983. يتم استخلاص المجلة وفهرستها في CINAHL، مؤشر الاقتباس العلمي، وسكوبس. وفقًا لتقارير الاستشهاد بالمجلات الأكاديمية، فإن المجلة لديها عامل تأثير لعام 2013 يبلغ 1.131.

## روابط خارجية
- الموقع الرسمي
- Emergency Nurses Association